# وفاة أدولف هتلر

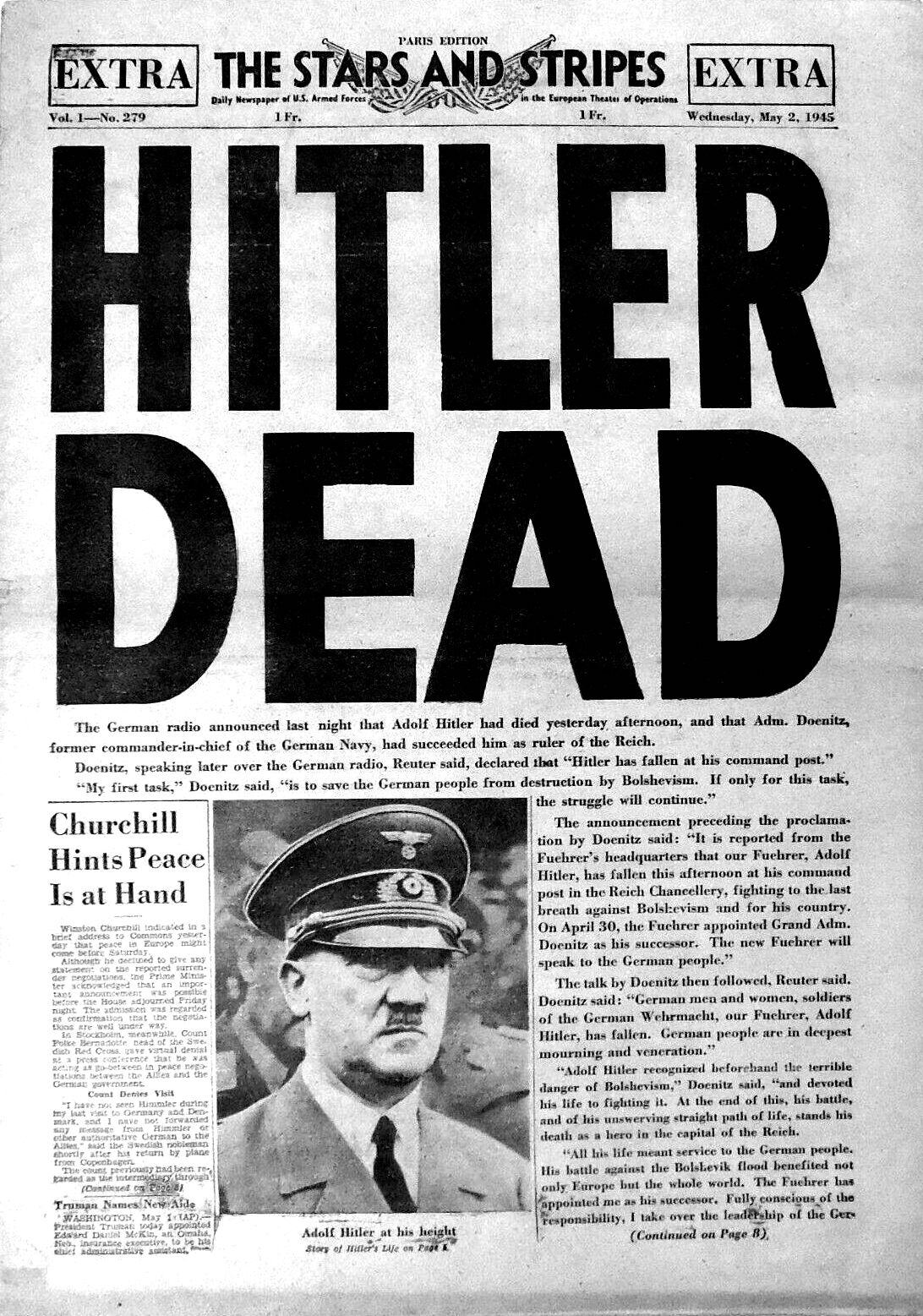
غلاف مجلة الجيش الأمريكي ستارز آند سترايبس، 2 مايو سنة 1945.

مات المستشار الألماني أدولف هتلر في 30 أبريل 1945 منتحرا عن طريق تناول مادة السيانيد السامة وأطلق النار على نفسه وهي الرواية العامة المقبولة لطريقة موت الزعيم النازي. ولكن هذه الطريقة المزدوجة في الانتحار والظروف الأخرى التي أحاطت بالحادثة شجعت البعض على إطلاق الشائعات بأن هتلر لم ينتحر وأنه عاش حتى نهاية الحرب العالمية الثانية مع الاختلاف حول ما حدث لجثته. وقد أكدت الوثائق السوفيتية المفرج عنها من جهازي كي جي بي وجهاز الأمن الفيدرالي الروسي سنة 1993 الرواية التي تقول بانتحاره. ولكنها لم تظهر ما حدث لبقايا جثته بعد حرقها.

## الانتحار
اتخذ هتلر من ملجأ الفوهرر مقراً له منذ 16 يناير 1945. وكانت ألمانيا النازية تنهار سريعاً تحت ضربات الحلفاء الذين يتقدمون من الشرق والغرب. وفي نهاية أبريل دخلت القوات السوفيتية برلين وكانت تشق طريقها إلى وسط المدينة حيث يوجد مستشارية الرايخ. وفي 22 أبريل عانى هتلر مما وصفه بعض المؤرخين بانهيار عصبي خلال أحد الاجتماعات العسكرية لتقييم الحالة، وفي هذا الاجتماع اقر هتلر بأن الهزيمة قريبة وأن ألمانيا ستخسر الحرب. وصرح بأنه سينتحر وبعد ذلك سأل الدكتور فارنر هاسه عن طريقة جيدة للانتحار. واقترح هاسه تناول السيانيد ثم إطلاق النار على الرأس.
وحصل هتلر على كمية من كبسولات السيانيد عن طريق وحدات النخبة النازية. وفي هذه الأثناء في 28 أبريل، علم هتلر أن هاينريش هيملر يحاول التفاوض بدون علمه على اتفاقية سلام مع الحلفاء. واعتبر هتلر ذلك خيانة وبدأ يظهر علامات فرط الارتياب، فاظهر شكوكه في فاعلية كبسولات السيانيد التي استلمها من وحدات النخبة النازية التي يترأسها هيملر. وعندما علم بأن حليفه الإيطالي موسوليني قد أعدم قرر بألا يشاركه مصيره. وللتأكد من فاعلية كبسولات السيانيد أمر الدكتور هاسه بتجربتها على كلبه بلوندي ومات الكلب مثبتاً فاعلية الكبسولات.
وبعد منتصف ليل يوم 29 أبريل، تزوج هتلر من إيفا براون في حفل صغير في غرفة الخرائط داخل قبو الفوهرر. وبعد أن تناول فطاراً خفيفاً مع زوجته الجديدة ذهب إلى غرفة أخرى مع سكيرتيرته تراودل يونغه وكتب وصيته الأخيرة. ثم وقع على وصيته في الرابعة صباحاً ثم رجع لغرفة نومه (بعض المصادر تقول أن هتلر كتب وصيته قبل الزواج مباشرة، ولكن كل المصادر تتفق على وقت توقيعه الرابعة صباحاً).
وعاش هتلر وإيفا في القبو كزوجين لأقل من 40 ساعة فقط. وفي صباح 30 أبريل، كان السوفيت على بعد 500 متر من القبو، قابل هتلر اللواء هيلموت فايدلينغ قائد منطقة برلين الدفاعية الذي أخبر هتلر أن حامية برلين ستنفذ ذخيرتها هذه الليلة. وطلب فايدلينغ من هتلر السماح له بالهرب، وقد طلب فايدلينغ من هتلر من قبل السماح له ولكن هتلر رفض، ولم يرد عليه هتلر ثم ذهب فايدلينغ إلى مقر القيادة في مبنى البندلربلوك حيث جاءه رد هتلر الساعة الواحدة ظهراً بالسماح له بالهرب هذه الليلة. وتناول هتلر عشاءً خفيفاً من مكرونة اسباغيتي بالصلصة مع اثنين من سكيرتيراته والطباخ ثم لف هتلر وزوجته إيفا على سكان القبو وتمنيا لهم حظاً سعيداً وكان من ضمن سكان القبو عائلة جوزيف غوبلز، بورمان، السكيرتيرات والعديد من ضباط الجيش. وفي حوالي الساعة الثانية والنصف ظهراً دخل الزوجان مكتب هتلر الشخصية.
وقال بعض الشهود بأنهم سمعوا صوت طلقة مسدس حوالي الساعة الثالثة والنصف عصراً (وقيل أن الابن الأصغر لغوبلز قال «أُصيب الهدف!» أو «إصابة مباشرة!» معتقداً إنها قنبلة سقطت على رؤوسهم). وبعد دقائق قليلة، فتح خادم هتلر هاينز لينغه ومعه بورمان باب الغرفة الصغيرة. وقد قال لينغه بعد ذلك أنه شم رائحة لوز محترق التي تميز حمض البروسيك، وهو الصورة الغازية للسيانيد. وكان الزوجان جالسان على أريكة صغيرة، إيفا على اليسار وهتلر على يمينها. وكان جسد إيفا مائلاً بعيداً عن هتلر. وكان واضحاً أن هتلر قد أطلق النار على الجانب الأيمن من رأسه (وكان هناك جرح ناتج من خروج الرصاصة من يسار رأسه مائل ناحية الأعلى) وكان يوجد مسدس فالتر عيار 7.65 مل تحت قدميه. وكانت الدماء تسيل من جانب رأسه وذقنه وصبغت الدماء الذراع الأيمن للأريكة وكانت تتساقط على السجادة/أرضية الغرفة. ولم يكن لدى إيفا أي جروح ورجح لينغه إنها سممت نفسها.
وقال العديد من الشهود أن الجثتين حملتا إلى خارج القبو على الدور الأرضي فوق الأرض عبر مخرج الطوارئ إلى حديقة صغيرة تم قصفها وراء مقر المستشارية حيث تم رشهما بالنفط وحرقهما بواسطة لينغه وعناصر الحرس الخاص بهتلر. ولكن لم تحترق الجثتين تماماً عندما باغت القصف السوفيتي على القبو لينغه وحرس هتلر مما جعل محاولتهم لحرق الجثة مرة أخرى مستحيلة وتم تغطية بقايا الجثتين داخل فجوة ضحلة في الساعة السادسة مساءً.

## إلقاء الرماد في نهر إلبه
قام الصحفي السوفيتي ليف بيزمينسكي بنشر تقرير تشريح جثتي هتلر وإيفا عام 1969 وعلى الرغم من نشر هذا التقرير في الغرب، إلا أن المؤرخين الغربيين لم يصدقونه لأنهم اعتبروه محاولة سوفيتية لدس معلومات مغلوطة. ولكن في عام 1993 نشرت الكي جي بي التقرير علانية ومعه العديد من شهادات أعضاء المخابرات السوفيتية، ومن هذه الوثائق السوفيتية، توصل المؤرخون إلى اتفاق على ماحدث لجثتي هتلر وإيفا.
بدأ جنود الجيش الأحمر اقتحام مقر المستشارية حوالي الساعة الحادية عشر مساءً، بعد حوالي سبع ساعات ونصف من موت هتلر، وفي يوم 2 مايو، اكتشف إيفان تشوراكوف من الفيلق التاسع والسبعين بقايا جثث هتلر، وإيفا، وكلبين (يُعتقد أنهما لبلوندي وجروها الصغير وولف) في حفرة قذيفة، وكان يُصاحب هذا الفيلق وحدة من مخابرات المضادة لديهم أوامر بالبحث عن جثة هتلر.
وفي تقرير التشريح كتب أنه يوجد تدمير في جمجمة هتلر ناتج عن رصاصة بالإضافة إلى قطع من الزجاج في ذقنه، وقد تم دفن وإخراج بقايا الجثتين عدة مرات بواسطة وحدة المخابرات المضادة خلال انتقال الوحدة من برلين إلى منشأة جديدة في ماغديبورغ حيث تم دفنهما نهائياً (ومعهما البقايا المتفحمة لوزير الدعاية غوبلز وزوجته ماعدا واطفالهِ الستة) في قبر بدون شاهد في القسم الممهد من الفناء الرئيسي للمنشأة وظل مكان الجثث في طي الكتمان.
وبحلول عام 1970، اتفق على تسليم منشأة المخابرات المضادة إلى حكومة ألمانيا الشرقية، وخوفاً من تحول مقبرة هتلر إلى مزار للنازيين الجدد، أمر مدير الكي جي بي يوري أندروبوف بتنفيذ عملية خاصة لتدمير بقايا الجثث. وفي 4 ابريل عام 1970 قام فريق من الكي جي بي (مزودين بخرائط مفصلة عن موقع الدفن) بإخراج الجثث سراً وتم إحراقها تماماً قبل أن يرموا رمادها في نهر إلبه.

## معرض صور

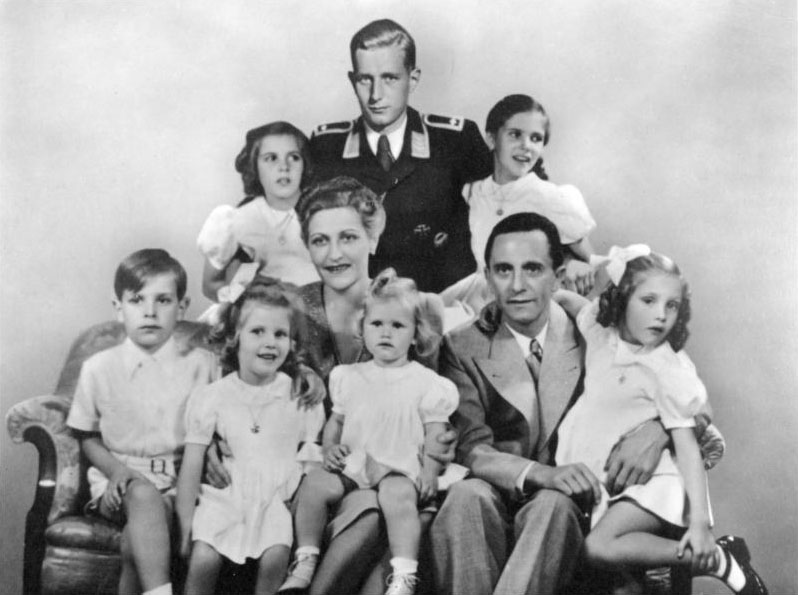
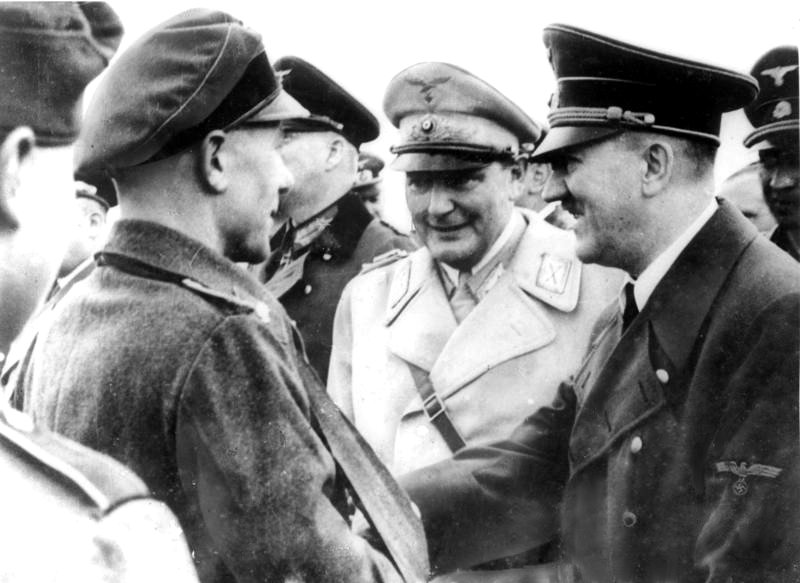
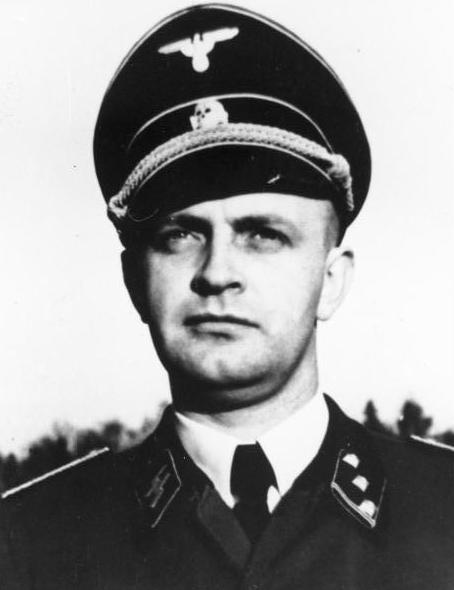

## وصلات خارجية
- هتلر لم ينتحر، جريدة الرياض السعودية
- صورة هتلر منتحراً بعد دخول قوات التحالف برلين